# Francisco Flores (football)
Francisco Flores Córdoba, né le 12 février 1926 à Guadalajara au Mexique et décédé le 13 novembre 1986, est un footballeur international mexicain qui évoluait au poste de milieu de terrain.

## Biographie

### Carrière en club
Avec le club des Chivas de Guadalajara, il remporte cinq titres de champion du Mexique, quatre Supercoupes du Mexique et une Coupe des champions de la CONCACAF.

### Carrière en sélection
Avec l'équipe du Mexique, il reçoit 13 sélections et inscrit 5 buts entre 1958 et 1951.
Il figure dans le groupe des sélectionnés lors de la Coupe du monde de 1958. Lors du mondial, il joue trois matchs : contre la Suède, le Pays de Galles, et enfin contre la Hongrie.
Le 10 mai 1961, il dispute un match amical face à l'Angleterre, match qui deviendra la plus lourde défaite de l'histoire de l'équipe du Mexique (0-8).

## Palmarès
Chivas de Guadalajara
- Championnat du Mexique (5) :
  - Champion : 1956-57, 1958-59, 1959-60, 1960-61 et 1961-62.

- Supercoupe du Mexique (4) :
  - Vainqueur : 1957, 1959, 1960 et 1961.

- Coupe des champions de la CONCACAF (1) :
  - Vainqueur : 1962.